# نیایش

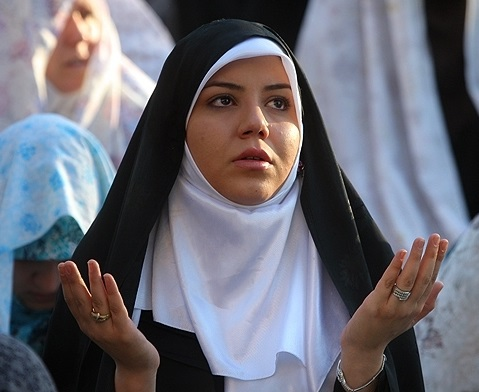
یک زن در حال دعا

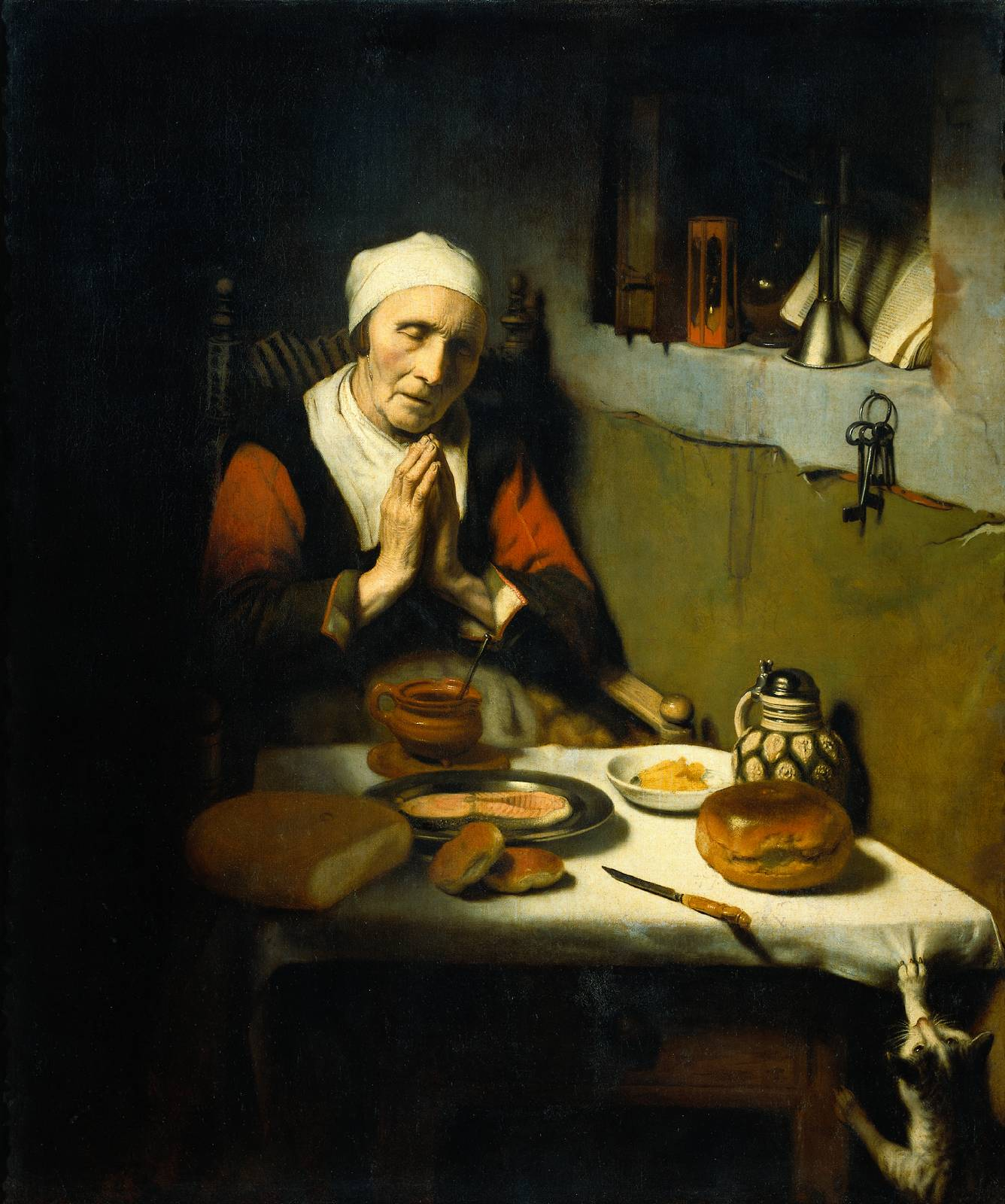
پیرزن در حال نیایش، اثر نیکولاس ماس، نقاش هلندی، قرن هفدهم

نیایش یا دُعا شکلی از رفتار دینی است که هدف از آن،  ارتباط با موجودیتی است که فردِ نیایشگر او را به‌عنوان آفریدگار خود یا موجودی روحانی در نظر می‌گیرد. فرد نیایشگر در دعاهای خود معمولاً خواسته‌ای را از مخاطبِ نیایش خود طلب می‌کند، یا از مخاطبِ دعا سپاسگزاری می‌کند. دعاها معمولاً با بیان کردن واژه‌هایی به‌صورت شفاهی یا تداعی آن واژه‌ها در ذهن انجام می‌گیرد و در برخی ادیان شکل رایج‌تر آن به‌صورت نیایش‌سرایی است.
نیایش می‌تواند به‌صورت فردی یا گروهی انجام شود. مخاطبان نیایش ممکن است ایزدها، ارواح، درگذشتگان، و حتی مفاهیم باشند.
از انواع دعاها می‌توان دعاهای درخواستی، التماسی، سپاسگزارانه، اعترافی، توبه‌گرانه، پرستش گونه و همدم‌خواهانه را نام برد.
افراد برای منظورهای گوناگونی دعا می‌کنند؛ از جمله برای منفعت شخصی یا برای بهبود وضعیت فرد یا افراد دیگر. التماس از «ایزد» برای انجام کاری، اعتراف به «گناهان»، درمیان‌گذاشتن اندیشه‌ها با کسی که به‌عنوان آفریدگار در نظر گرفته می‌شود، ایجاد حسّ بودن با «ایزد» به‌منظور کاستن از حس تنهایی، ارتباط جستن با افرادِ درگذشته یا همراهی با هم‌دینان در سرودخوانی‌های نیایشی یا نمازها می‌توانند از دلایل نیایش باشند. از دعاهای مهم نزد یهودیان و مسیحیان دعاهای و مناجات‌های داوود نبی و دعای ربانی است.
یکی از دعاهایی که مورد اهتمام شیعیان است، دعا برای ظهور مهدی امام دوازدهم آنها است.
پژوهش‌های علمی که جهت بررسی تأثیرات احتمالی نیایش بر وضعیت روحی یا تندرستی افراد انجام شده، نتیجهٔ روشنی در برنداشته و این پژوهش‌ها نتایج متضادی را ارائه داده‌اند. اما واقعیت اینست که اعتقاد به موجودی بی‌نهایت مهربان و غم خوار و همدم و حکیم در هستی و کائنات، به انسان حس وجود پشتیبان معنوی برای حل مشکلات را می‌دهد و آن خدای شنوا و مهربان و همدم، پشتیبان انسان تنها و بی‌پناه و درمانده است، همین تصور و دیدگاه نسبت به هستی، خود به خود باعث رفع افسردگی و اختلالات روانی می‌شود؛ زیرا دینداران و مذهبی‌ها به خدایی باور دارند که مهربان است و قطعاً زحمات انسان را در دنیا بی پاداش نمی‌گذارد. مذهب و نیایش، روح امیدواری و دعوت به تلاش و مقاومت برای حل مشکل و بحران را در انسان تقویت می‌کند زیرا انسان مذهبی اعتقاد دارد که در دامن خدایی قدرتمند و خیرخواه است و ان خدا قطعاً او را در حل مشکلات کمک می‌کند * چون او عادل و مهربان و آگاه به همه چیز است * , کسی هست که درد ان شخص را بشنود و او خدا است، پس او پشتیبانی قادر و توانا و مهربان دارد و با کمک و استمداد از این نیروی قادر، انسان مذهبی، به جنگ با مشکلات می‌رود. انسان مذهبی، غمخوار و دوستی دارد که با او درد و دل کند در واقع او با اینکار خود را (به اصطلاح) خالی می‌کند و این خود باعث تسکین روح او می‌شود. این را از یاد نبرید که تلقین کردن و دیدگاه مثبت داشتن و مثبت دیدن و تلقین کردن از بهترین و مئاثرترین راه‌ها برای حل اختلالات روانی و افسردگی است. اما انسان غربی، دنیا را صرفاً متولد شده فعل و انفلاعات فیزیک و شیمیایی می‌بیند و در پس کائنات، به خدای قدرتمند و مهربان ایمانی ندارد و ان را خرافه می‌پندارد. پس ناخوانده پیداست که در گرماگرم مشکلات و بحران‌های زندگی، انسان مادی و ماتریالیسمی پشتیبان مهربان و حکیمی ندارد و جهان، همان روابط خشک و بی‌احساس و بی‌روح بین مادیات و موجودات است و خود باید با درد بسوزد و بسازد یا برای مشکل تلاش کند * هر چند تلاشش بیهوده و بی ثمر باشد * و این خود باعث بدبینی نسبت به هستی می‌شود و در آخر اگر از حد بگذرد منجر به خودکشی می‌شود. (کتاب نیایش الکسیس کارل و کتاب انسان و ایمان مرتضی مطهری برای فهم مسئله، کتاب‌ها و منابع مناسبی هستند)

## نمونه کتاب‌های دعا
- مزامیر داوود نبی مجموعه اشعار و دعاها و مناجات‌های داوود نبی وبا خداوند خدای خود.
- کلیات مفاتیح الجنان (مجموعه‌ای از ادعیه، اعمال سنه، زیارات و نمازهای مستحبی، دعاهای آلام و اسقام، دعاهای ساعات روز حرزها و …)[۶]
- منتخب صحیفه مهدیه (مجموعه‌ای از نمازها، دعاها، و زیارتهایی که از مهدی امام دوازدهم شیعیان صادر شده یا، دربارهٔ او نقل شده‌است)[۳]
- صحیفه فاطمیه (ادعیه صادره از فاطمه دختر محمد پیامبر مسلمانان)[۷]
- صحیفه سجادیه (ادعیه صادره از زین العابدین امام چهارم شیعیان)[۸]
- صحیفه رضویه (ادعیه صادره از علی بن موسی الرضا امام هشتم شیعیان)

## نمونه دعاهای معروف
- دعای ربانی
- دعای کمیل
- دعای سمات
- دعای مجیر
- دعای عرفه
- دعای ندبه
- دعای ابوحمزه ثمالی
- دعای جوشن کبیر
- دعای توسل